# Géométrie classique
La géométrie classique est une branche de la géométrie fondée sur les Éléments d'Euclide et définie comme la science des figures de l'espace. Elle présuppose plusieurs notions comme l'alignement et la comparaison d'angles ou de longueurs, auxquelles elle attribue certaines propriétés qui définissent la géométrie euclidienne.
La géométrie classique est peu à peu évincée par la géométrie analytique qui ramène l'étude de figures à des expressions algébriques grâce à divers systèmes de coordonnées. Parallèlement, une approche axiomatique plus solide, fondée sur la théorie des ensembles, donne lieu à la géométrie synthétique.